# Верхняя Пица
Верхняя Пица — река в России, протекает по Котласскому району Архангельской области.
Берёт исток на высоте более 113 м над уровнем моря. Генеральное направление течения — юг. В четырёх километрах от устья поворачивает на запад и протекает через деревни Пица Малая и Пица Большая. Устье находится в 10 км от устья протоки Старая по правому берегу на высоте 45 м над уровнем моря. Длина реки составляет 34 км.

## Данные водного реестра
По данным государственного водного реестра России относится к Двинско-Печорскому бассейновому округу, водохозяйственный участок реки — Вычегда от города Сыктывкар и до устья, речной подбассейн реки — Вычегда. Речной бассейн реки — Северная Двина.
Код объекта в государственном водном реестре — 03020200212103000025010.